# Parti populaire français
Pour les articles homonymes, voir PPF et Parti populaire.
Le Parti populaire français (PPF ; 1936-1945), fondé et dirigé par Jacques Doriot, était le principal parti politique français d’inspiration fasciste en 1936-1939 et l’un des deux principaux partis collaborationnistes en 1940-1944 avec le Rassemblement national populaire (RNP) de Marcel Déat. Fortement anti-communiste et opposé à Moscou, bien que Doriot soit lui-même un ancien membre du PCF, le PPF était également nationaliste et plus ou moins pacifiste. En 1938, Doriot salue ainsi les accords de Munich, ce qui mène nombre de militants, dont Pierre Drieu la Rochelle et Bertrand de Jouvenel, à le quitter, bien qu'une grande partie y revienne pendant le régime de Vichy.
Si plusieurs cadres étaient issus du communisme ou du socialisme, à l'instar de Simon Sabiani à Marseille (le PPF étant particulièrement bien implanté dans les Alpes-Maritimes), la plupart de ses membres étaient soit issus de l'extrême droite et notamment des ligues dissoutes en 1936, soit n'avaient jamais été affiliés auparavant à un parti. Soutenu financièrement par le patronat et le monde des affaires, le parti connaît une croissance rapide de ses effectifs, notamment issus des classes moyennes. S'il se déclare anticapitaliste, son programme n'envisage aucune nationalisation d'entreprise et n'entend pas porter atteinte à la grande propriété et au libre profit. Sous le régime de Vichy, le PPF verse dans le collaborationnisme radical, notamment avec Doriot fondant en juillet 1941 la Légion des volontaires français contre le bolchevisme (LVF) qui part se battre sur le front russe. À la fin de la guerre, Doriot et plusieurs membres fuient en Allemagne, et le PPF s'éteint en 1945.

## Le PPF avant guerre (1936-1940)

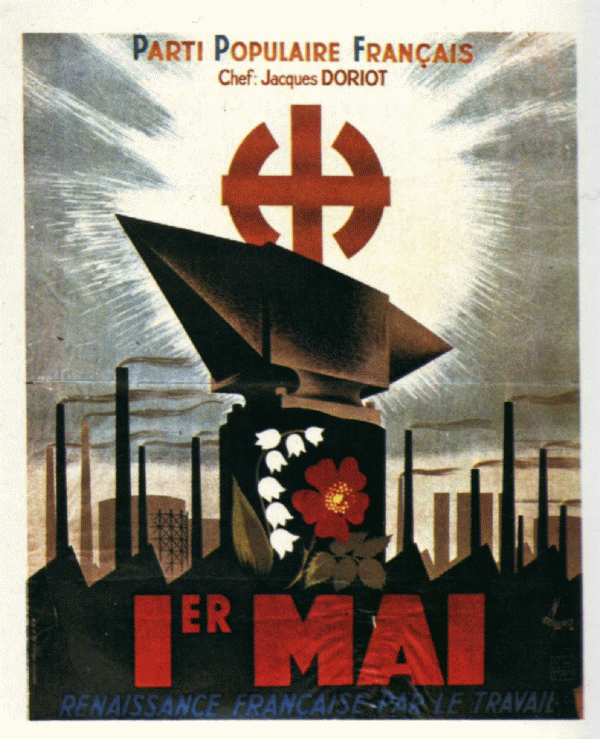
Affiche de propagande du PPF.

### Création du PPF et «Front de la liberté»
Le Parti populaire français est créé en juin 1936 par Jacques Doriot, ancien chef des Jeunesses communistes (JC) en 1923, député en 1924, membre du comité central du Parti communiste français (PCF), maire de Saint-Denis en 1931. Il est exclu du PCF en août 1934, car il est favorable à une alliance avec la SFIO et remet en cause la ligne du Komintern. Il est également le principal rival de Maurice Thorez.
Il s'agit dès le début d'un parti de droite, qui s'oppose au Front populaire et au gouvernement de gauche de Léon Blum.
Au niveau des chefs comme de celui des militants, les deux plus forts contingents de membres du PPF proviennent d'anciens du Parti communiste français et des ligues nationalistes (notamment des Croix-de-feu, lassés de la modération du colonel de La Rocque), de l'Action française, de la Solidarité française et quelques personnes issues du francisme de Marcel Bucard, comme Vauquelin des Yveteaux, chargé de la propagande au PPF. En définitive, « Aux origines du PPF, on retrouve donc les deux courants de la fusion qui caractérise le premier fascisme : l’extrême gauche révolutionnaire et le nationalisme anti-parlementaire », selon la théorie de Michel Winock.
Plus précisément, les premiers dirigeants du PPF seront issus des groupes suivants :
- Les « clans » Doriot en région parisienne et Sabiani à Marseille. Jean Médecin, maire de Nice, est présent à la constitution du PPF et le soutiendra au début, avant de s'en distancer [3].
- Un noyau dur qui se connaît depuis le « complot de l’Acacia » (au deuxième semestre 1933), qui a réuni, autour des néo-socialistes (qui le quitteront fin 1933), dont d’anciens membres du PCF (Paul Marion, Victor Arrighi), des membres d’extrême droite (Jean-Marie Aimot, Claude Jeantet) en vue d’un État fort[4].
- Des dissidents des Croix-de-feu, qui viennent d'être dissoutes à la suite de la promulgation de la loi du 10 janvier 1936 sur les groupes de combat et milices privées (Yves Paringaux, Pierre Pucheu, Bertrand de Maud'huy, Robert Loustau, Claude Popelin).
- Des intellectuels de gauche rénovateurs et non conformistes (Drieu la Rochelle, Bertrand de Jouvenel, Alfred Fabre-Luce).
- Puis des intellectuels d'extrême-droite tels que le médecin eugéniste Alexis Carrel, Paul Chack et Abel Bonnard, qui participent à l'élaboration du programme économique en 1937.

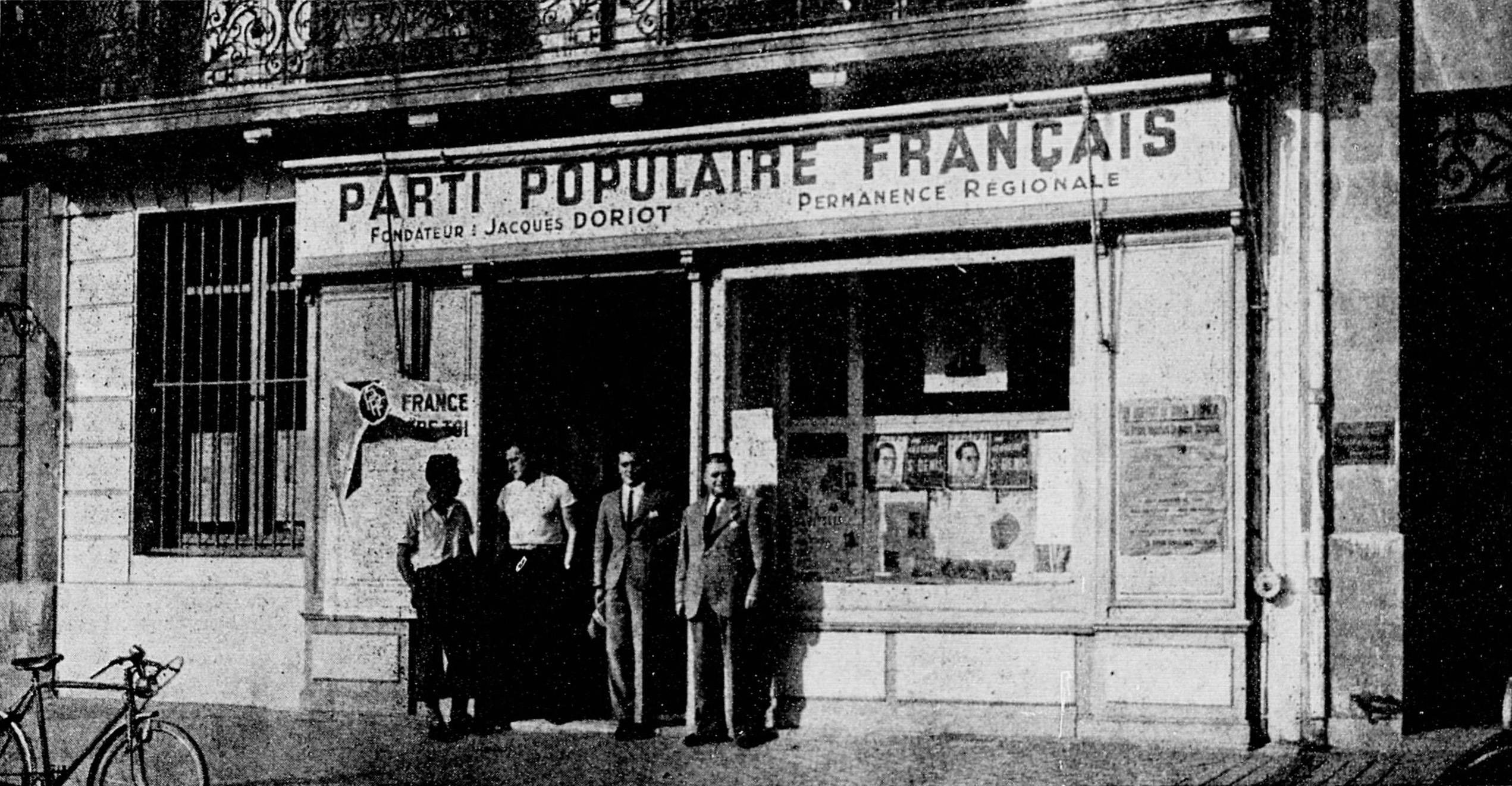
Permanence de la Fédération du Sud-Ouest du PPF (Bordeaux, 1936).

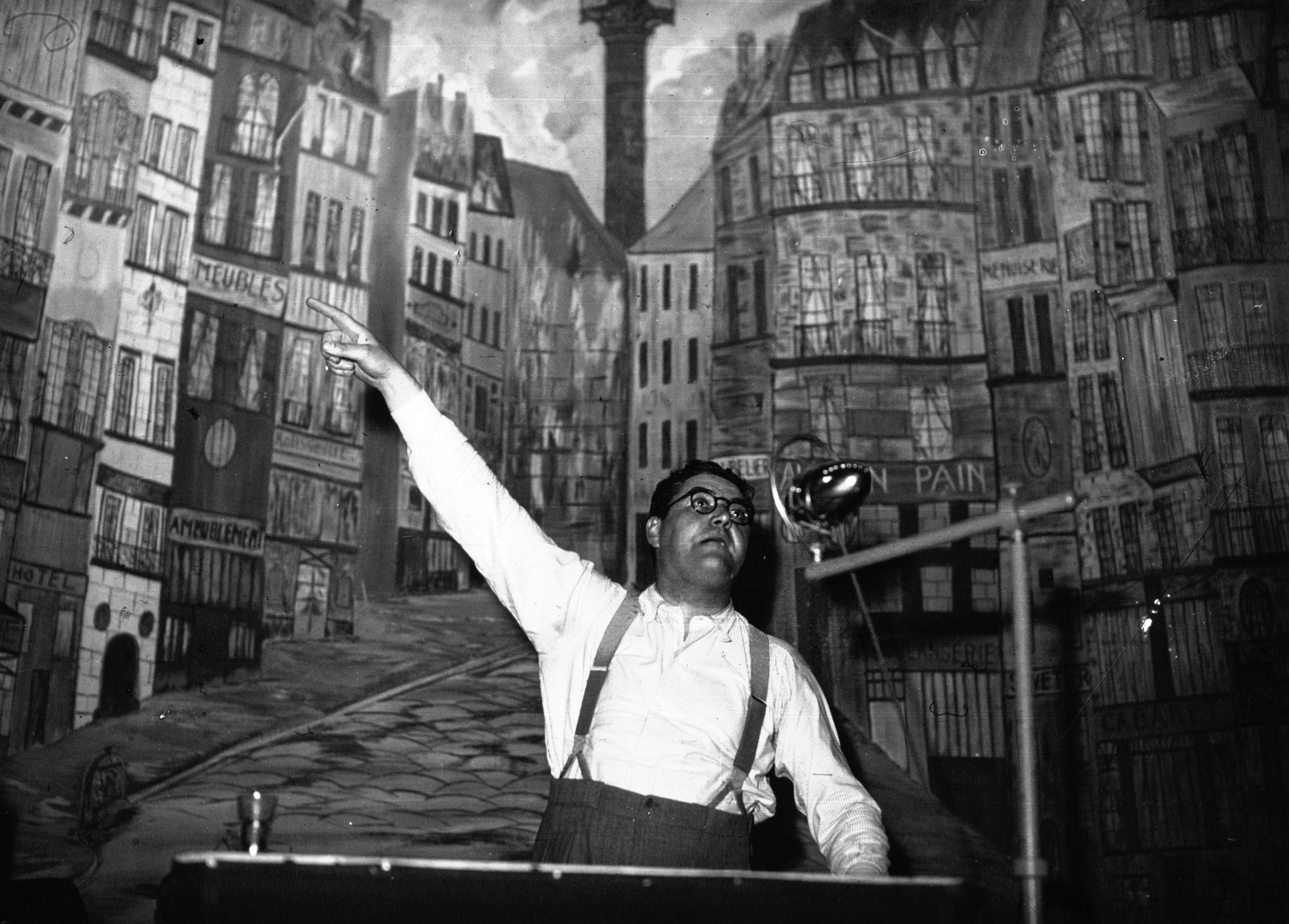
Jacques Doriot à la tribune lors de la première réunion du Parti populaire français au théâtre municipal de Saint-Denis en 1936.

Le PPF connaît un démarrage très rapide en 1936 et 1937, dopé par l’anticommunisme croissant en réaction au Front populaire. Gabriel Le Roy Ladurie réunit autour du parti une équipe d'intellectuels. Le PPF et Jacques Doriot suscitent alors un grand espoir chez ses partisans : Jacques Benoist-Méchin dit : « Je n'hésite pas à affirmer qu'aucun parti politique français ne disposa jamais d'un pareil potentiel intellectuel ». De même, Pierre Pucheu écrit : « Je n'ai pas connu, dans notre génération, d'homme ayant reçu à tel point du ciel, des qualités d'homme d'État ». Outre ses soutiens intellectuels et militants, le PPF bénéficie du financement par le grand patronat par l’intermédiaire en particulier de Pierre Pucheu et de Gabriel Le Roy Ladurie (directeur de la banque Worms). La haute banque, y compris juive, est très présente : « dont la Banque Vernes, la banque Rothschild Frères, la Banque L. Louis-Dreyfus, la Banque Lazard, la BNCI et la Banque de l'Indochine ». Ainsi, quand une grève éclate en avril 1938 aux usines Berliet de Vénissieux, un « comité pour la reprise du travail » chez Berliet est créé par le P.P.F. lyonnais, dont les activités sont financées par le patronat local.
En 1937, Doriot tente alors de s’imposer comme le principal leader anticommuniste en constituant un « Front de la liberté » pour s'opposer au Front populaire et au Parti communiste français (PCF), avec le Parti républicain national et social, dirigé par Pierre Taittinger (avatar des Jeunesses patriotes, également dissoutes en juin 1936), le Parti agraire et paysan français de Fleurant Agricola et la Fédération républicaine, l'un des deux grands partis de droite de l'époque. L'Action française, sans y adhérer formellement, en est très proche et soutient les candidats du Front aux élections, notamment aux législatives partielles de 1937, 1938 et 1939. Le rassemblement du Front de la liberté échoue en grande partie par des intérêts contradictoires entre les partis participants ainsi que par la question que pose le Parti social français de La Rocque dont l'affaiblissement est l'un des objectifs centraux du Front de la liberté.
Le PPF intègre ensuite de plus en plus de militants issus des classes moyennes (au détriment des ouvriers) et des chefs venus de la droite nationaliste (alors que les chefs issus de la gauche dominaient en 1936). En effet, Doriot ne développe pas un programme communiste national, mais plutôt, sous l’influence de jeunes technocrates et du fascisme, un programme reprenant les idées d’une société technocratique, corporatiste et planiste.
Le parti lance des organisations satellites comme à la fin de l'année 1937 l'Union sportive de la jeunesse française (USJF), présidée par le champion de natation Jacques Cartonnet,.

### La crise du PPF après Munich

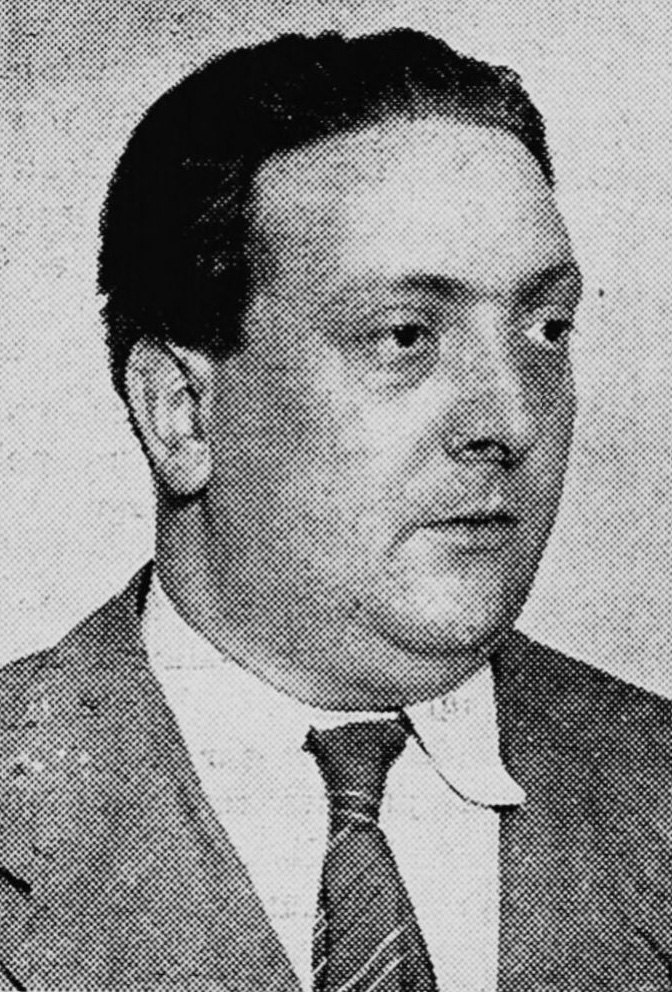
Victor Arrighi en 1937.

Mais ce succès du PPF semble n’être qu’un feu de paille pour deux raisons :
- En 1938, le PPF appelle de ses vœux une alliance franco-allemande contre l'URSS, en sens contraire de la politique française officielle et concrétisée par le Traité franco-soviétique d'assistance mutuelle de 1935. Il sombre parallèlement dans l'antisémitisme dont il était exempt à ses débuts. De fascisant, le PPF devient de plus en plus pro-nazi. Sa position « pacifiste », au nom de l’internationalisme fasciste, ne cache pas son soutien à l’Allemagne nazie, ce qui entraîne, en 1938-1939, la démission d’une très grande partie de l’état-major (Henri Barbé, Paul Marion, Victor Arrighi, Alfred Fabre-Luce, Bertrand de Jouvenel, Drieu la Rochelle (qui part en 1938, mais revient dès 1939), Pierre Pucheu, Yves Paringaux, Robert Loustau, etc.)[7],[2].
- De même, la modération du Front populaire, surtout face aux cris d'alarmes du PPF [3], puis son reflux avec l'arrivée de Daladier au pouvoir en 1938 entraîne le retrait du soutien du grand patronat, symbolisé par la démission de Pierre Pucheu en 1938[7], et plus largement d'une partie importante de ses membres des classes moyennes (dans les Alpes-Maritimes, les commerçants voient même d'un bon œil les congés payés qui leur apportent un tourisme neuf[3]).

Par conséquent, « À la veille de la guerre, le parti de Doriot est en pleine déconfiture ». Doriot tente de réagir à cette crise en donnant une dimension nationaliste de son parti en 1939 et 1940. Le 3 septembre 1939, la France entre en guerre au côté de la Grande-Bretagne, et Doriot est mobilisé. Il affirme que le but des Alliés doit être de supprimer la puissance allemande, mais il ajoute que Staline est tout autant l'ennemi que Hitler. Il espère que l'après-guerre verra s'installer l'ordre nouveau dont il rêve, avec une carte de l'Europe redessinée au détriment de l'Allemagne et de l'URSS. Choqué par le pacte germano-soviétique, il s'en prend à l'Allemagne hitlérienne et lors du conseil national du 31 mars 1940 il déclare qu'au traité de paix, « la France devrait réclamer la possession de la rive gauche du Rhin pour se mettre à l'abri de toute agression ultérieure ». Quand la Wehrmacht passe à l'offensive le 10 mai 1940, le PPF appelle à serrer les rangs pour défendre le sol national et le sergent-chef Doriot se bat sur la Loire entre les 17 et 20 juin, récoltant une Croix de guerre avec citation à l'ordre du corps d'armée.

## Programme et organisation du PPF
Le programme institutionnel du PPF n'est pas intrinsèquement fasciste, mais plutôt corporatiste et proche de nombreuses réformes préconisées par les non-conformistes des années 30, notamment du planisme. le parti prétend ainsi conserver les institutions républicaines, sans exclure, toutefois, de modifications  : « Nous restons républicains », car s'agissant d'un changement de régime « la question ne paraît pas mûre pour l'instant ». Cette possibilité de changer le régime dans un sens plus autoritaire attire à lui des éléments de droite radicale, y compris d'anciens militants de l'Action française, déçu par l'immobilisme de Maurras. Concernant le parlement, il réclame seulement que les assemblées soient ramenées à un rôle de contrôle et laissent l'exécutif diriger le pays ; plus tard, l'« État populaire français » transformera les Chambres en assemblées corporatives et consultatives, où seront représentés les grands intérêts économiques et sociaux, métropolitains et coloniaux, nationaux et régionaux. Il se prononce pour une plus grande décentralisation du pouvoir, en faveur des régions.
Doriot évoque les trois leviers essentiels, selon lui, de l'État moderne : le conseil des provinces, le conseil des corporations, le conseil de l'empire. Le conseil des corporations peut évoquer la chambre des faisceau et des corporations fondée par le fascisme en Italie mais la fondation de régions et de gouverneur de région préfigure une réforme mise en place par la Ve République. Concernant le conseil des régions, il développe l'idée que c'est dans le cadre régional que se regroupent les organisations économiques et sociales, les associations patronales et syndicales, pour lesquelles le département représente un cadre étriqué : « La région permettrait de concentrer les moyens d'action du pays, d'éviter l'éparpillement des efforts ; elle permettrait aux 25 grands commis de l'État de faire une œuvre constructive de longue haleine, où les 90 préfets, prisonniers des politiciens locaux, ne peuvent réaliser que la mise en route de petits travaux d'intérêt local » ; le conseil des provinces aurait pour tâche de « guider, coordonner, inspirer le travail de nos provinces, auprès du gouvernement ».
Au niveau idéologique, le PPF se caractérise principalement par son anticommunisme et son nationalisme (motif de l'exclusion de Sabiani du Parti d'unité prolétarienne). En 1938, une affiche du PPF appelle Daladier, au nom des « Nationaux » qui le « soutiennent », à procéder à « la dissolution du Parti communiste ». Le programme du parti ne contient pas explicitement de mesures d'exclusion des Juifs ; mais après la mort d'Alexandre Abremski, ami juif de Jacques Doriot en février 1938 et le départ en janvier 1939 de Bertrand de Jouvenel dont la mère était juive, le parti se laissa influencer par des discours antisémites. Alors que plusieurs «banques juives» comme les banques Rothschild, Lazard et Worms comptaient parmi les bailleurs de fonds initiaux du PPF, lors du congrès du parti en Afrique du nord en novembre 1938, on commença à discuter de la « question juive », Victor Arrighi parlant de chasser les Juifs d'Afrique du Nord. Jusqu'en 1938, la direction du PPF se garde de verser dans l'antisémitisme, expliquant que le parti a mieux à faire que s'en prendre aux Juifs, ou a fortiori de les défendre — tout en laissant les sections algériennes et marocaines développer un antisémitisme raciste et virulent. Mais à partir de l'automne de cette année-là, les positions évoluent rapidement : l'influence du nazisme s'affirme. En revanche, dans les Alpes-Maritimes, le PPF est dès sa création xénophobe - l'antisémitisme y prend de l'ampleur à partir du printemps 1938, lorsque Claude Popelin descend à Nice transmettre les consignes nationales.
- Sur le plan historique, le parti entend rompre les vieux clivages et unir le pays au lieu de le diviser : le futur « État populaire français jettera dans un même creuset pour les fondre et les rénover, toutes nos grandes traditions : celle des rois capétiens et des Jacobins, toutes nos grandes réformes, celles de Richelieu, de Colbert, de Napoléon, de la IIIe République ; toutes nos grandes idées, celles de Saint-Simon, de Fourier, de Proudhon, de Le Play, de La Tour du Pin ; tous nos grands noms, de Jeanne d'Arc à Clemenceau »[18]. Le PPF dépose à quelques jours d'intervalle deux couronnes, l'une au pied de la statue de Jeanne d'Arc, l'autre au mur des Fédérés[21].

- Sur les plans organisationnel et formel, le parti refusa de se doter d'une organisation paramilitaire, ce qui le distingue du nazisme (avec les SS et les SA) et du fascisme (avec les squadristi). Néanmoins, à Marseille, il en fut très proche : Simon Sabiani fit organiser les « gars de la bande » à Paul Carbone et François Spirito, deux gangsters associés, en « phalanges prolétariennes », lesquelles étaient composées de marins, dockeurs ainsi que de chômeurs[22]. Joseph Darnand, membre du groupe terroriste de la Cagoule, organise le service d'ordre du PPF dans les Alpes-Maritimes, mais Victor Barthélemy, rédacteur en chef de L'Émancipation nationale et futur membre fondateur du Front national, et secrétaire général de l'une des deux fédérations des Alpes-Maritimes (l'autre secrétaire étant Marcel Philip, père de l'acteur Gérard Philipe) lui demande finalement de quitter ces fonctions fin 1936 afin de ne pas compromettre le PPF avec les actions illégales de la Cagoule[3]. Le PPF soutiendra toutefois Darnand lors de son arrestation en 1938.

Il y eut toutefois, au PPF, des rituels et une symbolique inspirés du fascisme, en particulier le salut quasi similaire au salut romain (repris par les fascistes et les nazis), le cri « en avant, Jacques Doriot ! », un hymne, le culte des « martyrs » du parti ou encore l'existence d'un drapeau et d'un serment de fidélité. La chemise bleue est adoptée à partir de 1938 pour le Service d'Ordre. Le serment du PPF porte « Au nom du peuple et de la patrie, je jure fidélité et dévouement au Parti populaire français, à son idéal, à son chef - je jure de consacrer toutes mes forces à la lutte contre le communisme et l'égoïsme social ». Par ailleurs, des organisations de jeunesse sont créées (les «Pionniers de Doriot» rassemblent les enfants de 6 à 14 ans).
- Sur le plan sociologique, la volonté d'unir des classes, et le recrutement à partir d'une base dirigeante d'origine communiste des éléments nationalistes de droite n'est pas sans rappeler en Italie la naissance du parti fasciste à partir d'une base socialiste et syndicaliste révolutionnaire de nationalistes et anciens combattants.

- Sur le plan humain, le PPF ambitionne de façonner un homme nouveau, qui doit avoir « le goût du risque, la confiance en soi, le sens du groupe, le goût des élans collectifs ».

Si le programme du PPF d'avant-guerre n'est pas spécifique du fascisme, certaines thématiques apparues en 1937 et 1938 vont dans le sens d'un rapprochement avec le fascisme et le national-socialisme : volonté de créer un homme nouveau, corporatisme, association de l'anticommunisme et de l'anticapitalisme, culte du chef, nationalisme. S'ajoute à cela le soutien financier de l'Italie qui semble indiquer une parenté idéologique. Mais le PPF se distingue du PNF et du NSDAP par l'absence de recours à des moyens paramilitaires comme ceux du squadrisme ou des SA et la revendication assumée d'un système totalitaire fondé sur un parti unique. D'autre part, le PPF, en particulier sous l'influence de Doriot, est profondément pacifiste et non-expansionniste, ce qui le distingue fortement des partis fascistes. Interdit puis recrée après l'armistice, le PPF prônera la mise en place assumée d'un État totalitaire mais avant 1940, un seul parti français, le parti franciste de Marcel Bucard se réclame du Parti fasciste de Benito Mussolini. En définitive, l'historien Jean-Paul Brunet estime que la « doctrine » et la « sociologie » du PPF en font un parti « fasciste » dès 1936.

## Le PPF, principal parti collaborationniste (1940-1945)

### Historique du PPF entre 1940 et 1945

La croix francisquée, emblème du PPF pendant la Seconde Guerre mondiale.

En 1940, le PPF est interdit en zone sud, mais Doriot relance son activité politique de plusieurs manières.
Il crée un Rassemblement pour la Révolution nationale (RNRN) qui réunit d’anciens communistes passés au PPF : Marcel Gitton (ex-secrétaire du PCF aux côtés du Thorez et Duclos), Jean-Marie Clamamus, Marcel Capron, André Parsal, Marcel Brout, Fernand Soupé, Albert Clément, Émile Nédélec. Mais certains vont le quitter (Clamamus, Capron, Gitton) début 1941 pour créer le Parti ouvrier et paysan français, regroupant plus spécifiquement les communistes collaborationnistes (Lambert, Le Marec, page 9).
Doriot se rapproche d'Adrien Marquet, député néo-socialiste avec qui il entretient d'excellentes relations ; Marquet devenu ministre de l'intérieur complote avec lui une révolution de palais qui porterait le PPF au pouvoir ; Laval est averti et le 6 septembre Marquet est remplacé par Marcel Peyrouton, ancien franc-maçon et républicain à poigne, hostile au PPF.
En octobre 1940, Doriot lance son journal, Le Cri du peuple (qu'il aurait voulu appeler L’Humanité nouvelle) (tirage : autour de 50 000 en moyenne).
Le PPF poursuit son activité camouflée au sein d’autres mouvements (Jeunesse, Jeunesses impériales françaises, etc.).
Enfin, dès avril 1941, Doriot recrée le PPF, mais c’est sa participation à la LVF qui va permettre d’obtenir une légalisation de la part des Allemands en décembre 1941.
Le PPF va alors devenir l’un des deux principaux partis collaborationnistes, grand rival du RNP de Marcel Déat. Tandis que le RNP tente d’unifier les partis collaborationnistes autour de lui, le PPF mène une ligne plus exclusive, centrée sur la forte personnalité de son chef.
Les principales différences de fond entre PPF et RNP :
- Le style : le RNP est plus « intellectuel » et théoricien, le PPF est plus jeune et violent.
- Les idées : le RNP qui veut édifier une IVe République totalitaire dénonce les campagnes contre les francs-maçons alors que le PPF est violemment anti-maçonnique ; le RNP, constitué majoritairement de socialistes venus à la collaboration par pacifisme est davantage motivé par l'intégration continentale dans une unité européenne et socialiste.
- L’empire : le RNP s’intéresse peu à l’outremer, et abrite en son sein des nationalistes algériens, contrairement au PPF, fort en Afrique du Nord.

Le PPF sera ouvertement antisémite. Une ligne qu’il suit en fait depuis 1938-1939 alors qu’il ne l’était pas à ses débuts (parmi les premiers dirigeants, Abremski était juif ; les grandes banques juives le soutiennent au début autant que les banques protestantes ou les catholiques). La mort accidentelle d’Abremski en 1938 ôtera à Doriot toute inhibition à ce sujet.
Jacques Doriot, qui multiplie les gestes de bonne volonté à l'égard des Allemands jusqu’à s’engager personnellement dans la LVF pour aller combattre sur le front russe, n’aura de cesse d’espérer que les Allemands lui confient le pouvoir en France. En vain. Le 4 novembre 1942, il réunit à cet effet à Paris un « Congrès du pouvoir » de 7 200 délégués (qui s’achève par de violents heurts entre les membres du PPF et la police parisienne selon Lambert et Le Marec). Mais les Allemands sont, à ce moment, partisans de la création en France d’un parti unique au sein duquel se fonderaient les mouvements collaborationnistes et qui serait sous le contrôle de Marcel Déat. Ce sera le Front révolutionnaire national (FRN) dans lequel le RNP jouera un rôle moteur et auquel le PPF refuse de se joindre (hormis Jean Fossati, qui sera exclu du PPF pour cette raison).
En 1943 et 1944, le PPF tente de se militariser en créant les Gardes françaises, unités de protection contre les attentats sans cesse plus nombreux qui touchent le Parti, ses dirigeants, ses militants et leurs familles. Mais les Gardes françaises seront un échec. Elles ne recevront pas d'armes, ou très peu de la part des Allemands, et ne bénéficieront que très tard d'un entraînement militaire. En 1944, le Parti met sur pied des Groupes d'action pour la justice sociale destiné à protéger les familles des militants et faire la chasse aux réfractaires au STO. Ces groupes sont plus communément appelés les Groupes d'Action du PPF ou GAPPF. Ces groupes vont échapper au contrôle du Parti pour ne plus travailler qu'au profit du Sipo/SD. Ils livrent des résistants et des Juifs à la Gestapo, comme le GAPPF de Cannes. Mi-août 1944, les membres du PPF se regroupent à Nancy pour échapper aux représailles. Début septembre, ils passent en Allemagne, installés sur l'île de Mainau, où, le 6 janvier 1945, Jacques Doriot devient – enfin – le chef d’un « Comité de libération de la France » auquel se joignent une partie des personnalités collaborationnistes réfugiées en Allemagne. Jacques Doriot est tué par un avion sur le territoire de la commune de Menningen, le 22 février 1945. Après sa mort, le bureau politique du PPF confie la direction du parti à Christian Lesueur, nommé secrétaire général, titre cédé par Victor Barthélémy.

### Relations avec l'Ambassade d'Allemagne
Progressivement, Doriot entre en relation avec les Allemands, qui lui apportent l'appui et les ressources matérielles nécessaires pour rester dans la course. Cependant, les Allemands ne soutiennent pas le PPF, car ils ne souhaitent pas l'émergence d'un mouvement politique puissant qui rendrait à la France sa force : le 3 août 1940, Hitler demande en effet à son ambassadeur en France, Otto Abetz de faire en sorte que la « France reste faible » et que « tout soit entrepris pour susciter la division interne », affirmant qu'il n'y a « aucun intérêt à soutenir réellement des forces völkisch ou nationales en France ». Suivant les directives de Berlin, Abezt va donc travailler à maintenir la division des partis collaborationnistes pour empêcher que l'hégémonie d'un mouvement national et autoritaire de type fasciste ou national-socialiste susceptible de rendre à la France sa force ; Otto Abetz écrit en 1942 qu'il faut contrer les initiatives de Jacques Doriot car « il pourrait finir par s'imposer et susciter une mystique nationale capable de rénover la France dans le sens national-socialiste » et il suscite et soutient donc des concurrents au PPF. De plus, Abetz, en tant qu'ancien social-démocrate, se sent plus proche de Marcel Déat et du RNP où prédominent les socialistes, d'autant que ces derniers sont venus à la collaboration par pacifisme et volonté d'intégration européenne alors que le PPF est suspecté de concevoir davantage la collaboration comme une alliance entre partenaires. Quand l'ambassade cherchera tardivement à unifier les mouvements collaborationnistes, ce sera sous l'égide de Marcel Déat et l'Allemagne ne soutiendra Doriot qu'une fois chassé de France à la fin de la guerre.

## Profil et organisation du PPF (1936-1939)
1) Origine politique des membres du PPF : en novembre 1936 (au 1er congrès du PPF), sur 625 (ou 623 ?) membres :
- - 240 (39 %) n’avaient jamais fait de politique.
  - 207 de gauche (33 %) : 133 communistes, 54 socialistes SFIO, 12 radicaux-socialistes, 6 néo-socialistes, 2 membres du PUP.
  - 176 de droite (28 %) : 91 Croix-de-feu, 32 Action française, 10 Solidarité française, 8 Jeunesses patriotes, 7 Francistes, 5 Alliance démocratique, 23 conservateurs chrétiens. Le PPF tente alors une sorte d’OPA sur les anciens Croix-de-feu[31].

En mars 1937, sur 120 000 membres, le PPF aurait compté 35 000 anciens communistes (soit 27 % des membres) (Pascal Ory, Les collaborateurs). En fait alors que les anciens communistes sont nombreux en région parisienne, l’extension en province se fait en recrutant des membres des ligues. C'est plus particulièrement net en dehors de l'agglomération parisienne. La section de la Côte-d'Or, jugée représentative de la province, comptait une moitié de militants issus du mouvement de La Rocque, un tiers venus l'Action française, et seulement 10 % venus du Parti communiste ou de la SFIO.
2) Origine sociale des membres du PPF : Au Congrès de 1936 :
- ouvriers : 49 %
- classes moyennes : 43 % (dont employés de bureau : 21 % ; et ingénieurs, entrepreneurs, professions libérales : 21 %).
- autres : 8 %

Au Congrès de 1938 :
- ouvriers : 37 %
- classes moyennes : 58 % (employés et fonctionnaires, enseignants, ingénieurs, entrepreneurs professions libérales).
- autres : 5 %

(source : idem). « Après 1936, la base du PPF en France et Algérie fut de plus en plus constituée de membres des classes moyennes tout comme les cadres de mouvement et les responsables du bureau politique et du comité central ».
Selon Pierre Milza (voir bibliographie), l'embourgeoisement du PPF et son corollaire, l'abandon des revendications sociales osées, seraient encore plus rapides dans le parti de Jacques Doriot que dans celui de Mussolini (ce qui est nié par de nombreux historiens du fascisme italien qui pensent que la conjonction monde ouvrier agricole et industriel avec le fascisme est indéniable au moins jusqu'en 1940).
3) Effectifs du parti : vers 100 000-120 000 membres (selon Dieter Wolf, Jean-Paul Brunet) à 60 000 (selon Philippe Burrin, Winock) à l’apogée vers 1937-début 1938. Le PPF jouira de quelques forts bastions historiques : la région parisienne, Marseille (après ralliement de Simon Sabiani et son Parti d’action socialiste) et par extension la Côte d'Azur (Nice).
4) L’Union populaire de la jeunesse française (UPJF). Le mouvement de jeunes du PPF, est créée en 1936 par 6 jeunes (3 venus des Jeunesses communistes, un des Jeunesses socialistes, un JOCiste). Son chef à Bordeaux en 1937 est le futur constitutionnaliste Maurice Duverger.
5) La presse du PPF :
- La Liberté, dont le rédacteur en chef est Camille Fégy (venu de L'Humanité).
- L'organe du parti était L'Émancipation nationale (1936).
- Le Cri du peuple : quotidien créé en octobre 1940.

### Personnalités du PPF (1936-1940)
Premier bureau politique en 1936 : 8 membres.
- Chef : Jacques Doriot.

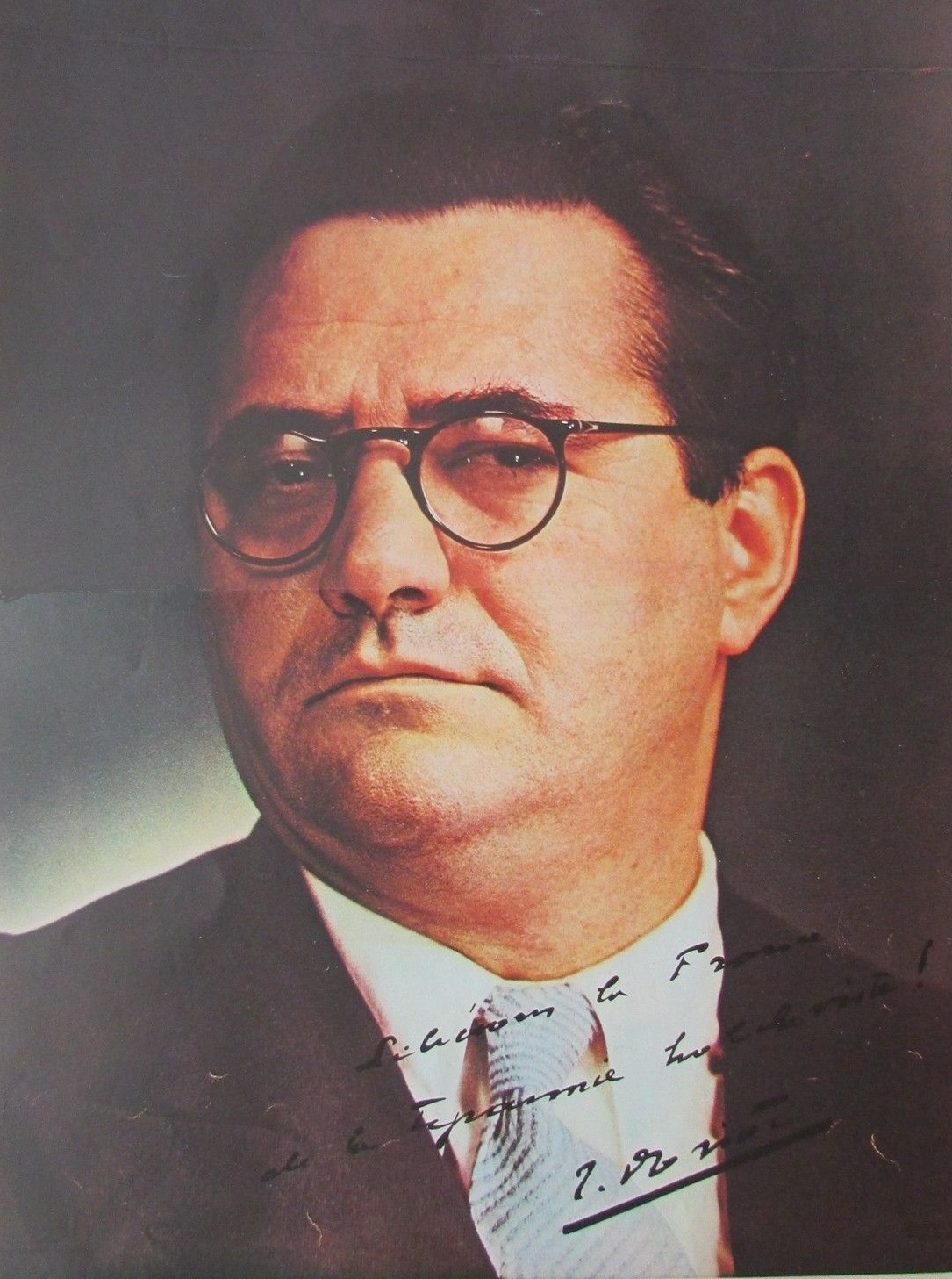
Jacques Doriot, portrait photographique de propagande à partir de 1938.

- Secrétaire général (jusqu’en 1939) : Henri Barbé (membre du bureau politique du Parti communiste à partir de 1927, l’un des quatre dirigeants en 1929-1930, exclu du PCF en 1934, secrétaire général du PPF de 1936 à 1939. Quitte le PPF vers 1939. Sous l’occupation : rejoint le RNP, à la Libération il participe à la revue anticommuniste Est & Ouest[réf. nécessaire]).
- Chef Afrique du Nord : Victor Arrighi (membre du Parti communiste, directeur de la Banque ouvrière et paysanne du PCF. Puis radical-socialiste de 1930 à 1936. Au PPF en 1936, puis le quitte vers 1938-1939).
- Porte-parole : Paul Marion (membre du Parti communiste, 1922), du comité central du PCF (1926), secrétaire de la section Agit-prop. En 1927-1929, à Moscou, il appartient au bureau de propagande du Komintern. Rompt avec le PC en 1929, rejoint la SFIO puis l’USR, pacifiste de gauche néo-socialiste (Notre temps). Puis rejoint le PPF (1936) ou il sera rédacteur en chef de L'Émancipation nationale puis de La Liberté. Après 1940 : sera ministre de l’information au gouvernement de Vichy, ultra-collabo).
- Jules Teulade (membre du Parti communiste, secrétaire de la Fédération CGTU du bâtiment, délégué du Profintern en 1926-1928, écrit dans L’Humanité. Puis membre du bureau politique du PPF (1936), collabore à La Liberté, L’Émancipation nationale, Le Cri du peuple. Également codirigeant du Comité ouvrier de secours immédiat de 1942 à 1944).
- Alexandre Abremski (ancien conseiller municipal communiste de Saint-Denis. Ami juif de Jacques Doriot qu’il suit en 1934. Mort accidentelle en 1938).
- Marcel Marschall (ancien conseiller municipal communiste de Saint-Denis. Suit Doriot en 1934. Devient maire de Saint-Denis et conseiller général de la Seine. En 1948 : condamné à mort mais non exécuté).
- Yves Paringaux (ingénieur, ex-VN des Croix-de-feu. Au PPF en 1936 puis le quitte en 1938-1939. Après 1940 : sera au cabinet de Pierre Pucheu dans le gouvernement de Vichy).

Autres membres du bureau politique en 1937-1940 : (source principale : Robert Soucy, Fascisme français ?). De 1937 à 1939, le bureau politique du PPF, au départ peuplé d’anciens communistes, va de plus en plus accueillir des nationalistes (qui domineront à partir de 1938) :
- Pierre Pucheu (normalien, secrétaire général du Comptoir sidérurgique, ex-Croix-de-feu. Au PPF en 1936, il lui apporte des subsides patronaux. Quitte le PPF en 1938. Après 1940 : sera ministre de l’intérieur du gouvernement de Vichy. Démissionne en opposition au retour de Laval en 1942. Rejoint l'Afrique du Nord mais il est fusillé compte tenu de sa collaboration policière avec les Allemands).
- Jean Le Can (riche entrepreneur en BTP bordelais qui a construit le port de Bordeaux. Quitte le PPF en 1938).
- Claude Popelin (avocat, membre du Parti radical-socialiste, puis ex-responsable des VN des Croix-de-feu).
- Albert Beugras (ingénieur). Au PPF de 1936 à 1944.
- Robert Loustau (ingénieur des mines, catholique, membre d’Ordre nouveau puis des Croix-de-feu. Au PPF en 1936, il rédige le programme économique et social du PPF qui mélange corporatisme et technocratie. Il quitte le PPF vers 1938-1939. Après 1940 : sera directeur de cabinet de Pierre Pucheu au gouvernement de Vichy).
- Pierre Drieu la Rochelle (écrivain. Au début des années 1920, proche des surréalistes et du parti communiste, mais aussi attiré par l'Action française (1922). Puis partisan de Clemenceau, Aristide Briand, la SDN. Au début des années 1930, il est proche des rénovateurs radicaux-socialistes : Gaston Bergery (son mentor en 1929-1933), Pierre Dominique, Bertrand de Jouvenel. À partir de 1934, se déclare fasciste, écrit dans « Lutte des Jeunes ». Au PPF en 1936, membre du bureau politique en 1938. Il le quitte en 1938 mais y revient en 1939. Après 1940 : collaborationnistes. Se rallie, verbalement, à la fin au stalinisme puis se suicide).
- Bertrand de Jouvenel (politiquement situé sur l’aile gauche du parti radical, il écrit en 1930 Vers les États-Unis d’Europe, travaille à La République (journal radical-socialiste). Puis il fonde « Lutte des jeunes » (1934). Il adhère au PPF (1936 à 1939), membre du bureau politique en 1938, puis quitte le PPF en 1939. Après 1940 : attitude ambigüe, favorable à la collaboration au début, puis opposé à la fin. Ami de Drieu la Rochelle).
- Ramon Fernandez (1894-1944, écrivain de gauche membre de la NRF, de la SFIO (1925) puis partisan du communisme et du Front populaire, membre du CVIA[réf. nécessaire]. Puis au PPF en juin 1937, membre du bureau politique du PPF en 1938 et jusqu'à sa mort en 1944. Après 1940 : écrit dans la NRF, La Gerbe).
- Claude Jeantet (ex-secrétaire général des étudiants de l'Action française, journaliste à Je suis partout. Au PPF en 1936, membre du bureau politique en 1938).
- Simon Sabiani (membre du Parti communiste jusqu’en 1922, puis député socialiste indépendant, partisan d’un socialisme national, fonde le Parti d’action socialiste (PAS), parti absorbé par le PPF en 1936, ami des truands de Marseille. Devient en 1938 vice-président et membre du bureau politique du PPF, pendant la guerre, il gère notamment le bureau marseillais de recrutement de la Légion des volontaires français contre le bolchevisme (LVF), dont il est le secrétaire général.).
- Émile Masson (au bureau politique du PPF en 1938).
- Maurice Touze (au bureau politique du PPF en 1938).

Autres responsables PPF (1936-1940) (Chebel d’Appollonia, Robert Soucy)
- Bertrand de Maud'huy (financier à la banque Worms, ancien membre du cabinet d’Aristide Briand, puis proche du PDP démocrate-chrétien, puis responsable des VN des Croix-de-feu, puis au PPF en 1936. Membre du comité central dès 1936.).
- Henri Lèbre (ex-Action française. En 1942 : participe à l’Association des journalistes antijuifs).
- Alfred Fabre-Luce (radical rénovateur, rédacteur du Plan du 9 juillet 1934, rédacteur en chef de L’Europe Nouvelle, revue de la féministe Louise Weiss. Au PPF en 1936, puis le quitte en 1938-1939. Après 1940 : pétainiste mais opposé au STO. Il sera plus tard pour un représentant du libéralisme).
- Jacques Martin-Sané (1907-1977) (juriste, ex-Jeunesses patriotes. Membre du comité central du PPF vers 1937. Après 1940 : préfet sous le régime de Vichy).
- Jean-Marie Aimot (ex-Franciste et ex-Ami du Peuple. Membre du comité central du PPF vers 1937. Après 1945 : écrira dans Défense de l'Occident).
- Georges Deshaires (?) (ex-PCF. Membre du comité central du PPF vers 1937).
- Marius Paquereaux (maire communiste d'Athis-Mons (1928-1931), membre du bureau politique du Parti communiste(1922). Exclu du PCF en 1930. Puis membre du comité central du PPF vers 1937. Abattu en 1944 par la résistance communiste).
- Maurice Lebrun (Joseph Serre dit) (communiste, secrétaire de rédaction à L’Humanité. Puis membre du comité central du PPF vers 1937 et administrateur de L'Émancipation nationale. Après 1940 : reste au PPF).
- Abel Bonnard (ex-Action française, membre de l'Académie française. Après 1940 : ministre de l’Éducation du régime de Vichy).
- docteur Alexis Carrel (ex-Action française, prix Nobel de médecine en 1912. Après 1940 : fonde à Vichy la Fondation française pour l'étude des problèmes humains destinée à « améliorer » la population française, et devenue en 1945 l'Ined).
- Camille Fégy (1er secrétaire général des Jeunesses communistes avec Maurice Laporte, secrétaire de rédaction de L'Humanité. Rallie le PPF en 1936 ; rédacteur en chef de La Liberté. Après 1940 : rédacteur en chef de l’hebdomadaire La Gerbe).
- Maurice-Yvan Sicard journaliste de gauche, antifasciste. Rejoint le PPF en 1936, rédacteur en chef de L'Émancipation nationale. Après 1945, sera écrivain sous le nom de Saint-Paulien.

Autres membres du PPF (1936-1940) :
- Joseph Darnand (membre en 1936, également membre de la Cagoule. Après 1940 : chef de la Milice collaborationniste).
- Jean Fontenoy (membre du Parti communiste passé au PPF en 1936. Après 1940 : cofondateur du RNP-MSR, puis au régime de Vichy, puis à la LVF) (cf. MSR ou RNP).
- Lucien Mangiavacca (militant PCF de Marseille, suit son ami Sabiani au PPF).
- Pierre Andreu (groupe Ordre nouveau, sorélien) : il quitte le PPF dès décembre 1936 car le juge pas assez à gauche (cf. biographie de Drieu La Rochelle).
- Marcel Ouette (dirigeant des Jeunesses communistes de Saint-Denis, puis rallie le PPF).
- Pierre Dutilleul (secrétaire de la fédération communiste du Nord. Dirigeant du Secours ouvrier international. Rejoint le PPF en 1936. Après 1940 : membre du bureau politique du PPF, président de la commission centrale de contrôle politique du PPF).
- Albert Richard (membre du Parti communiste, maire de Pierrefitte et ami de Doriot. Il adhère au PPF en 1936 puis meurt prématurément de maladie en 1940).
- Armand Lanoux, rédacteur au journal doriotiste La Liberté.

## Profil et organisation du PPF entre 1940 et 1944
Jeunesses populaires françaises : en mai 1942, le PPF fédère les organisations de jeunesse du PPF ou proches (UPJF, JIF, etc.) au sein des Jeunesses populaires françaises. Chef : Roger Vauquelin des Yvetots.
Presse :
- zone sud : L’Émancipation nationale. Rédacteur en chef : Maurice-Yvan Sicard (au PPF depuis les années 1930).
- zone nord : Le Cri du peuple. Rédacteur en chef : Albert Clément (PCF, rédacteur en chef de « La Vie ouvrière » de la CGT de 1929 à 1939. Après 1940 : rallie le PPF. Abattu en 1942 à Paris par des résistants communistes). Les lecteurs y retrouvent aussi les dessins de Dubosc, ancien caricaturiste de L'Humanité.
- l’influence du PPF est également relayée dans la presse grand public, au Petit Parisien (via Claude Jeantet) (qui tire 500 à 600 000 exemplaires pendant la guerre) et à Paris-Soir (via Pierre-Antoine Cousteau) (Pascal Ory, les Collaborateurs).

Les fascistes italiens donnent à la presse du PPF, par l'intermédiaire de Victor Arrighi, une somme de 300 000 F.
Membres du PPF collaborationniste : vers 20 000 (Handzourtel et Buffet) ou 30 000 maximum en 1943 (Azéma dans le livre dirigé par Winock).
Profil sociologique du PPF collaborationniste : ouvriers, classes moyennes urbaines, réactionnaires. Bien implanté en Afrique du nord. Parti plus jeune, violent, ouvertement fasciste que le RNP.
Profil politique du PPF collaborationniste : En 1942 (au « Congrès du pouvoir » de Doriot), sur 7 200 membres présents (venus de la région parisienne) :
- anciens du PPF : 3010 (42 %)
- ex-Parti communiste : 1556 (21,6 %)
- ex-SFIO : 588 (8,2 %)
- ex-PSF : 782 (11 %) et ex-VN : 318 (4,4 %) (total : 15,4 %)
- ex-Action française : 420 (5,8 %)

- autres : vers 7 %

### Dirigeants et personnalités du PPF entre 1940 et 1944

#### Directoire du PPF enmars 1943
Les 9 membres du directoire (hors Jacques Doriot) :
- Chef : Jacques Doriot (lire plus haut),
- Secrétaire général : Victor Barthélemy (ancien membre du Parti communiste, un des dirigeants du Secours rouge, puis passe au PPF, à la LVF, secrétaire général du PPF de 1941 à 1944. Après 1945, il devient cofondateur en 1972 et secrétaire général (entre 1972 et 1978) du Front national de Jean-Marie Le Pen).
- Simon Sabiani (lire plus haut),
- Henri Lèbre (lire plus haut),
- Marcel Marschall (lire plus haut),
- Maurice-Yvan Sicard (ex-gauche) (lire plus haut),
- Christian Lesueur,
- Roger Vauquelin des Yvetots, collaborateur de L'Appel, de La Gerbe, du Pilori et du Cri du peuple (ancien attaché du ministère de la santé publique, venu du Francisme, des Comités de rassemblement antisoviétiques et de la Cagoule, il sera condamné en avril 1946 aux travaux forcés à perpétuité[37]),
- Albert Beugras (fils d’industriel, ingénieur chez Rhône-Poulenc, chef de l'un des services de renseignement du PPF),
- Jean Fossati (rédacteur au journal à « La Presse libre » de la Fédération républicaine, chef des VN des Croix-de-feu d’Alger (1934-1935), va au PPF (1936), secrétaire du PPF d’Alger. Après 1943, il fut secrétaire du PPF (1943). Mais rejoint le Front révolutionnaire national, créé par le RNP, concurrent du PPF, donc exclu du PPF été 1943).

#### Autres dirigeants PPF sous l’Occupation
(selon Lambert et Le Marec)
- Émile Nédelec (aveugle de guerre, président (ou vice-président) de l'Association républicaine des anciens combattants (Arac), candidat du Parti communiste aux municipales à Paris en 1935. Après 1940 : au PPF et au Front franc),
- Fernand Soupé (ouvrier, membre du comité central du Parti communiste, maire PCF de Montreuil. Après 1940 : rejoint le PPF en 1941. Il échappe à une exécution par la résistance),
- Pierre Celor (membre du bureau politique du Parti communiste à partir de 1928, délégué auprès du Komintern, l’un des quatre dirigeants du PCF en 1929-1930. Exclu du PC en octobre 1932. Après 1940 : adhère en 1941 au RNP, puis au PPF en 1942, membre du bureau politique et secrétaire adjoint chargé des problèmes corporatifs au PPF).
- Pierre Thurotte (conseiller municipal SFIO de Saint-Quentin en 1927-1933, membre suppléant de la CAP du parti socialiste SFIO, délégué national à la propagande du mouvement pacifiste et antifasciste Amsterdam-Pleyel. Après 1940 : membre du bureau politique du PPF, secrétaire national à la propagande).
- Vincent (Émile Bougère dit) (collaborateur de l'Humanité. Rallie le PPF et devient chef de son bureau de presse sous l’occupation).
- André Dufraisse (membre du Parti communiste, puis du PPF et de la LVF. Après 1945 : cofondateur en 1972 du Front national de Jean-Marie Le Pen, secrétaire national du FN, secrétaire fédéral (1983)[38].

#### Autres personnalités membres du PPF sous l’occupation
La proportion des anciens communistes dans cette liste n'est pas proportionnelle à celle de l'ensemble du PPF.
- Edmond Chambon (membre du Parti communiste et secrétaire de la CGTU du Rhône. 1941 : se rallie au PPF).
- Joseph Damiani, garde du corps du directeur allemand de l'OPA (Office de placement allemand) de la Canebière à Marseille. Condamné à mort à la Libération. Gracié, il passera onze ans en prison, puis se fera connaître comme écrivain et cinéaste sous le nom de José Giovanni.
- Raymond Dirr (maire de Pierrefitte-sur-Seine). Avait quitté le PCF en 1934 avec Doriot. Membre du PPF. Tué par les FTP communistes en mai 1943.
- Lucien Larbaudière (adjoint au maire de Pierrefitte-sur-Seine, Raymond Dirr). Membre du PPF.
- Marcel Gire (responsable du Secours rouge international, puis candidat du parti communiste à Gannat aux législatives de 1936. Après 1940 : inspecteur régional du PPF. Tué par la résistance communiste en 1944).
- Paul Guérin (médecin), ancien de l'Action française qu'il a quitté en 1930, des Croix-de-feu, collaborateur de Je suis partout depuis 1931, puis adhérent du PPF avant et après 1940. Président des groupements corporatifs français du PPF, antisémite. Victime d'un attentat en septembre 1943[39]).
- Henri Jacob (membre du comité central du Parti communiste, délégué au comité exécutif de l’Internationale communiste. Après 1940 : au RNP en 1941, puis passe au PPF en 1943, rédacteur au « Cri du Peuple »).
- Emile Jaillon (successivement membre à Nancy du Faisceau, des Jeunesses patriotes, de la Solidarité française — comme délégué régional de la Lorraine début 1934 —, des Croix-de-feu — responsable des « dispos » à Nancy —, du Parti social français et du Rassemblement national lorrain avant d'adhérer au PPF et de devenir secrétaire fédéral du PPF de Meurthe-et-Moselle.
- Roger Matéo (membre de la SFIO puis du Parti communiste. Exclu en 1929, il adhère au PPF en 1936 et entre au Bureau politique. Durant la Collaboration, il milite pour le PPF comme dirigeant du service d'ordre du parti).
- Oscar Mérieux (premier adjoint au maire du Parti communiste de Stains. Après 1940 : rallie le PPF et collabore au Cri du peuple).
- Henri Renaut (Jacob dit) (délégué de l’Internationale communiste. Après 1940 : rejoint le PPF et collabore au « Cri du peuple »).
- Ralph Soupault (grand caricaturiste à l'Humanité, puis à l’L'Action française, puis au Courrier royal (rival de l’Action française). Puis membre du PPF. Secrétaire général du PPF de Paris. Aussi à Je suis partout).
- Paul Malaguti (Membre des jeunesses PPF de Cannes. Après 1972 : trésorier national adjoint du Front national de Jean-Marie Le Pen.

#### Autres personnalités sympathisantes du PPF sous l’occupation
- Maurice Laporte (1er secrétaire général des Jeunesses communistes en 1920-1923. Quitte le PC en 1925. Devient très anticommuniste dans les années 1930. Après 1940 : collaborateur de la presse doriotiste mais n’aurait pas adhéré au PPF).
- Victor Cat dit Catulle Cambier (socialiste, adhère au PCF en 1920, membre du Comité central 1925-1929, sympathisant du PPF.  Après 1940 : membre du ministère de l'information du Régime de Vichy).
- Louis-Ferdinand Céline, écrivain. Sans jamais être membre du Parti, exprimera ouvertement son soutien au PPF et à Jacques Doriot sous l'Occupation[40].

#### Sur le Parti populaire français
- Jean-Marc Berlière, « Parti populaire français (PPF) », dans Polices des temps noirs : France, 1939-1945, Paris, Perrin, 2018, 1357 p. (ISBN 978-2-262-03561-7, DOI 10.3917/perri.berli.2018.01.0674 ), p. 674-700.
- Jean-Paul Brunet, « Un fascisme français : le Parti populaire français de Doriot (1936-1939) », Revue française de science politique, Paris, Presses de la Fondation nationale des sciences politiques, vol. 33, no 2,‎ avril 1983, p. 255-280 (ISSN 0035-2950, lire en ligne).
- Jean-Paul Brunet, « Le P.P.F. et la notion de puissance nationale (1936-1939) », Revue d'histoire moderne et contemporaine, t. XXXI,‎ octobre-décembre 1984, p. 666-674 (lire en ligne).
- Jean-Paul Brunet, Jacques Doriot : du communisme au fascisme, Paris, Balland, 1986, 562 p. (ISBN 2-7158-0561-6, présentation en ligne), [présentation en ligne], [présentation en ligne].
- Tal Bruttmann, « Du militantisme à l’action. L’activisme antisémite des ultras de la Collaboration », Revue d'Histoire de la Shoah, Paris, Mémorial de la Shoah, no 198 « L'antisémitisme français sous l'Occupation »,‎ mars 2013, p. 179-193 (ISBN 978-2-91696-607-6, lire en ligne).
- Philippe Burrin, La Dérive fasciste : Doriot, Déat, Bergery, 1933-1945, Paris, Éditions du Seuil, coll. « Points histoire » (no 325), 2015 (1re éd. 1986), 585 p. (ISBN 978-2-02-058923-9 et 2-02-058923-0, présentation en ligne), [présentation en ligne], [présentation en ligne].
- Laurent Kestel, La conversion politique : Doriot, le PPF et la question du fascisme français, Paris, Raisons d'agir, coll. « Cours & travaux », 2012, 232 p. (ISBN 978-2-912107-65-7, présentation en ligne).
- (en) Paul Schue, « The Prodigal Sons of Communism : Parti Populaire Français Narratives of Communist Recruitment for the Spanish Civil War and the Everyday Functioning of Party Ideology », French Historical Studies, vol. 24, no 1,‎ hiver 2001, p. 87-111 (DOI 10.1215/00161071-24-1-87).
- Dieter Wolf (trad. Georgette Chatenet), Doriot, du communisme à la collaboration [« Die Doriot Bewegung »], Paris, Fayard, coll. « Les grandes études contemporaines », 1969, 487 p.

#### Le Parti populaire français, Vichy et le fascisme en France
- Michel Dobry (dir.), Le Mythe de l'allergie française au fascisme, Éditions Albin Michel, 2003.
- Simon Epstein, Un paradoxe français : antiracistes dans la Collaboration, antisémites dans la Résistance, Paris, Albin Michel, coll. « Bibliothèque Albin Michel. Histoire », 2008, 622 p. (ISBN 978-2-226-17915-9).
- Pierre Lambert et Gérard Le Marec, Partis et mouvements de la collaboration, Paris, Ed Jacques Grancher, 1993.
- Pascal Ory, Les Collaborateurs, 1940-1945, Paris, Éditions du Seuil, coll. « Points histoire » (no 43), 1980 (1re éd. 1977), VI-331 p. (ISBN 2-02-005427-2, présentation en ligne).
- Robert O. Paxton (trad. Claude Bertrand, préf. Stanley Hoffmann), La France de Vichy – 1940-1944, Paris, Éditions du Seuil, coll. « Points-Histoire », 1997 (réimpr. novembre 1999) (1re éd. 1973), 475 p. (ISBN 978-2-02-039210-5).
- Robert O. Paxton (trad. de l'anglais par William Olivier Desmond), Le Fascisme en action [« The Anatomy of Fascism »], Paris, Éditions du Seuil, coll. « Points histoire » (no H371), 2007, 435 p. (ISBN 978-2-7578-0293-9, présentation en ligne).
- Robert Soucy (trad. Francine Chase et Jennifer Phillips, préf. Antoine Prost), Fascismes français ? : 1933-1939 : mouvements antidémocratiques [« French Fascism : The Second Wave, 1933-1939 »], Paris, Autrement, coll. « Mémoires » (no 100), 2004, 475 p. (ISBN 2-7467-0452-8, DOI 10.3917/autre.soucy.2004.01, présentation en ligne).
- Michel Winock (dir.), Histoire de l'extrême droite en France, Paris, Éditions du Seuil, coll. « Points histoire » (no 186), 2015 (1re éd. 1993), 336 p. (ISBN 978-2-7578-5531-7, présentation en ligne).